# Langatte
Langatte (fràncic lorenès Land) és un municipi francès situat al departament del Mosel·la i a la regió del Gran Est. L'any 2007 tenia 475 habitants.

## Demografia

### Població
El 2007 la població de fet de Langatte era de 475 persones. Hi havia 177 famílies, de les quals 32 eren unipersonals (24 homes vivint sols i 8 dones vivint soles), 68 parelles sense fills, 65 parelles amb fills i 12 famílies monoparentals amb fills.
La població ha evolucionat segons el següent gràfic:
Habitants censats

### Habitatges
El 2007 hi havia 574 habitatges, 178 eren l'habitatge principal de la família, 382 eren segones residències i 14 estaven desocupats. 429 eren cases i 10 eren apartaments. Dels 178 habitatges principals, 149 estaven ocupats pels seus propietaris, 23 estaven llogats i ocupats pels llogaters i 6 estaven cedits a títol gratuït; 2 tenien dues cambres, 12 en tenien tres, 33 en tenien quatre i 131 en tenien cinc o més. 162 habitatges disposaven pel capbaix d'una plaça de pàrquing. A 69 habitatges hi havia un automòbil i a 94 n'hi havia dos o més.

### Piràmide de població
La piràmide de població per edats i sexe el 2009 era:
| Homes | Edats   | Dones |
| ----- | ------- | ----- |
| 0     | 95 o +  | 0     |
| 0     | 90 a 94 | 0     |
| 4     | 85 a 89 | 0     |
| 0     | 80 a 84 | 0     |
| 0     | 75 a 79 | 8     |
| 0     | 70 a 74 | 12    |
| 16    | 65 a 69 | 4     |
| 8     | 60 a 64 | 8     |
| 8     | 55 a 59 | 0     |
| 24    | 50 a 54 | 20    |
| 20    | 45 a 49 | 20    |
| 24    | 40 a 44 | 24    |
| 16    | 35 a 39 | 20    |
| 12    | 30 a 34 | 4     |
| 16    | 25 a 29 | 24    |
| 12    | 20 a 24 | 12    |
| 4     | 15 a 19 | 28    |
| 8     | 10 a 14 | 8     |
| 16    | 5 a 9   | 20    |
| 12    | 0 a 4   | 8     |

## Economia
El 2007 la població en edat de treballar era de 311 persones, 241 eren actives i 70 eren inactives. De les 241 persones actives 223 estaven ocupades (123 homes i 100 dones) i 18 estaven aturades (9 homes i 9 dones). De les 70 persones inactives 23 estaven jubilades, 18 estaven estudiant i 29 estaven classificades com a «altres inactius».

### Ingressos
El 2009 a Langatte hi havia 193 unitats fiscals que integraven 516 persones, la mediana anual d'ingressos fiscals per persona era de 17.397 €.

### Activitats econòmiques
Dels 18 establiments que hi havia el 2007, 2 eren d'empreses extractives, 1 d'una empresa de fabricació d'altres productes industrials, 3 d'empreses de construcció, 1 d'una empresa de comerç i reparació d'automòbils, 2 d'empreses d'hostatgeria i restauració, 2 d'empreses financeres, 1 d'una empresa immobiliària, 3 d'empreses de serveis, 1 d'una entitat de l'administració pública i 2 d'empreses classificades com a «altres activitats de serveis».
Dels 7 establiments de servei als particulars que hi havia el 2009, 1 era una oficina bancària, 1 lampisteria, 1 electricista, 2 restaurants i 2 salons de bellesa.
L'any 2000 a Langatte hi havia 16 explotacions agrícoles que ocupaven un total de 1.098 hectàrees.

## Equipaments sanitaris i escolars
El 2009 hi havia una escola elemental integrada dins d'un grup escolar amb les comunes properes formant una escola dispersa.

## Poblacions més properes
El següent diagrama mostra les poblacions més properes.